# Baphiastrum boonei
Baphiastrum boonei är en ärtväxtart som först beskrevs av De Wild., och fick sitt nu gällande namn av François Marie Camille Vermoesen. Baphiastrum boonei ingår i släktet Baphiastrum och familjen ärtväxter. Inga underarter finns listade i Catalogue of Life.